# 第四帝國
第四帝國（德語：Viertes Reich）是指新納粹分子幻想中復興第三帝國（納粹德國）的未來國家概念，以及德國君主主義人士復辟第二帝國（德意志帝國）的未來國家概念，亦有不少疑歐派人士用此名來諷喻德國在現時歐盟中的角色。

## 起源
這個詞最早出現於1960年代，是用以諷刺與納粹有過聯繫的德意志聯邦共和國總理的政府。这个词语也一度成为警惕西德经济扩张的欧洲人士对西德的称呼。
對新納粹分子而言，想像中的「第四帝國」將恢復第三帝國的許多政策：雅利安人至上主義、反猶太主義、「生存空間」、軍國主義、極權主義等，最終目標是成立一個統治所有雅利安人的「西方帝國」（Western Imperium）。

## 德國在歐盟參與的角色
2011年歐債危機，歐盟中人口最多及經濟實力最大的國家德國政府在歐洲中央銀行、歐盟及國際貨幣基金組織力推緊縮財政措施，持續影響及主導歐元區國家的經濟政策。對面臨債務爆煲的法國來說，設立「歐洲經濟政府」等措施，無異於要邁向歐洲財政一體化，及交由德國去決定歐洲其他國家的財政政策。對於德國此舉，英國《每日郵報》形容為「德意志第四帝國崛起」的關鍵舉措，當年希特勒透過軍事侵略試圖建立第三帝國失敗，但梅克爾現時則趁歐債危機，借協調歐元區財政和貿易政策，逼其他成員國實施德國那一套，一旦落實，德國就能兵不血刃地征服歐洲，建立德意志「第四帝國」。即使受德國統一拖累和金融海嘯的冲擊，德國仍是歐洲經濟最穩健的國家，沒出現類似希臘、愛爾蘭、葡萄牙等國的債務危機，因此要求各成員國嚴守類似德國的財政規則。一旦歐元區國家都實施德國的財政政策，這意味着歐元區將財政一體化。德國所制訂的規則，其他國家都要跟從，若方案落實和成功解決歐債危機，這將令歐洲變成「德意志第四帝國」，英國和其他非歐元區的歐洲國家，將在經濟上失去討價還價能力。
英國作家Simon Heffer在2011年稱當「希特勒採取軍事行動統一歐洲失敗，現代的德國以貿易和財政取代，歡迎來到第四帝國。」這個也是歐洲懷疑主義抬頭的原因之一。
2021年12月24日，波兰副總理雅罗斯瓦夫·卡钦斯基批評德國試圖把歐洲聯盟轉變成聯邦制的「德意志第四帝國」。

## 伊斯蘭國
2015年，諾貝爾文學獎得主V·S·奈波爾表示伊斯蘭國已經是「第四帝國」，其瘋狂與野蠻程度與希特勒政權不相伯仲，而伊斯蘭國也有意圖成為世界霸權，在當代再發動對猶太人的滅絕，並且有自己一套的種族優越信念。

## 霍亨索倫家族
霍亨索倫家族曾在1871年-1918年作為德意志帝國的皇室。且現任霍亨索倫家族的領袖格奥尔格·弗里德里希王子為德意志帝國的王位覬覦者。

## 帝國公民
帝國公民（德語：Reichsbürger）又稱帝國公民運動（德語：Reichsbürgerbewegung）是否認德國聯邦政府合法性的反憲法主義和歷史修正主義的德國極右翼政治團體。該組織的支持者由新納粹主義和君主制支持者組成，該組織主張重建德意志帝國，並推海因里希十三世為皇帝，且帶有反猶主義和排外主義的色彩，同時也否認納粹大屠殺的真實性。

## 外部連結
- 德國新納粹企圖利用經濟危機建立第四帝國